# Lioudmila Mikhaïlovskaïa
Lioudmila Mikhaïlovskaïa (en russe : Людмила Михайловская) est une joueuse de volley-ball soviétique née le 21 octobre 1937 à Léningrad. 

## Palmarès
- Médaille d'or aux Jeux olympiques d'été de 1968